# Вони боролись до загину
«Вони боролись до загину» — документальний фільм Ярослава Федорчука та Володимира Бондаренка 2012 року, який охоплює події в Україні 1917-1955 років.
Фільм створено за сприяння Історичного клубу «Холодний Яр».

## Сюжет
Фільм присвячений подіям, які на початку ХХ століття відбувалися на Черкащині, підкреслює визвольну діяльність УПА в Західній Україні, яка стала лише логічним продовженням того, що починалося в Холодному Яру на Чигиринщині. Як свого часу повстанці Холодноярської республіки зачитувалися віршами Шевченка про гайдамаків з цього краю і брали їх за приклад, так і бійці ОУН-УПА пізніше читали того ж Шевченка і книгу Горліса-Горського “Холодний Яр”, брали собі псевдоніми холодноярців, а їхню тактику партизанської війни — за основу власної боротьби…
Перелік серій: 
1. Під прапором УНР 
2. Історія колись скаже, хто я був...